# En herrgårdssägen (seriealbum)
En herrgårdssägen är en serieroman från 2013 av den svenske serieskaparen Marcus Ivarsson. Den handlar om studenten Gunnar Hede som blir galen efter en svår motgång, och en kvinna som försöker bryta hans vanföreställningar. Boken är en överföring till serieformat av Selma Lagerlöfs roman En herrgårdssägen från 1899.

## Tillkomst
Marcus Ivarsson valde att göra en serie av En herrgårdssägen då romanens tematik och drömsekvenser tilltalade honom, samtidigt som han bedömde att det raka berättandet och berättelsens längd skulle göra sig väl i serieform. Arbetet med boken tog fyra år. Handlingen är trogen originalet med ett undantag: den galne Hedes tvångsmässiga nigande inför djur, som var svårt att överföra till teckningar och därför utelämnades. Bilduttrycket är bland annat inspirerat av kurbitsmåleri och Einar Nermans tidigare illustrationer till romanen. Projektet fick stöd från Bengt Axelssons kulturfond.

## Mottagande
Susanne Holmlund skrev i Sundsvalls Tidning: "Semla Lagerlöfs "En herrgårdssägen" är på sitt vis en solskenshistoria om hur de så kallade galna och ovanliga, de som går utanför det rådande samhällets normer, finner varandra även om deras galenskap och utanförskap inte är av samma art. Hos Kartago förlag har serietecknaren Marcus Ivarsson nu återgivit berättelsen i serieform, i svartgulvita, träsnittsliknande bilder och en ton i texten som går tillbaka på Selma Lagerlöfs original och som kan bli en inkörsport också i boken."